# جنا تیام
ژنا تیام (فرانسوی: Jenna Thiam‎؛ زادهٔ ۴ اکتبر ۱۹۹۰) یک بازیگر اهل بلژیک است که شهرتش را با بازی در نقش «لنا» در سریال بازگشتگان که از شبکه کانال + پخش شد به دست آورد. به جز این، او در دوبله فرانسوی پاکسازی به جای آدلاید کین صحبت کرد.
همچنین او همسر سالوادور سوبرال خواننده پرتغالی است.

## زندگی‌نامه
ژنا که در خانواده‌ای هنرمند زاده شده از کودکی علاقه‌مند به تئاتر بود و بالاخره زاده شد و در خانواده ای هنرمند و یک شور و شوق برای تئاتر از سن چهار سال است و نهایتاً به کورفلوران رفت تا دوره بازیگری ببیند.

## فیلم‌شناسی
| سال     | فیلم                 | نقش           | کارگردان              | نکته  |
| ------- | -------------------- | ------------- | --------------------- | ----- |
| ۲۰۰۹    | آواز پری‌های دریایی   | مارین         | نیکولاس میراد         | کوتاه |
| ۲۰۱۰    | کِلِم                  | لنا           | جویز بونوئل           | سریال |
| ۲۰۱۰    | اسکیت‌باز             |               | دیوید مینتی           | کوتاه |
| ۲۰۱۲–۱۵ | بازگشتگان            | لنا           | فابریس گوبر           | سریال |
| ۲۰۱۴    | حرامزاده، دوست داریم | ایور کامینسکی | کلود للوش             |       |
| ۲۰۱۴    | خامه روی خامه        |               | کیم شاپیرون           |       |
| ۲۰۱۴    | سال دیگه             | اود           | وانیا لوتورک          |       |
| ۲۰۱۴    | حیات وحش             | سلین          | سدریک کن              |       |
| ۲۰۱۵    | آنتوان چخوف          | لیکا میزینوا  | رنه فرت               |       |
| ۲۰۱۵    | ژان دارک             | ژان           | کریستین سرجبو لیدگارد | کوتاه |
| ۲۰۱۶    | کلکسیون              | نینا          | الیور گلد استیک       |       |
| ۲۰۱۸    | یک تحصیل پاریسی      | والنتینا      | ژان پل سیوراک         |       |